# Simeon Olaosebikan Adebo
Simeon Olaosebikan Adebo, född 1913, död 1994, var en nigeriansk ämbetsman och politiker.
Adebo var generalsekreterare för Väst-Nigerias regering 1961–62. Han var representant i FN 1962–67 och FN:s vice generalsekreterare 1968–72 samt verkställande direktör för UNITAR 1968–72.